# سفارة فيتنام في بولندا
سفارة فيتنام في بولندا هي أرفع تمثيل دبلوماسي لدولة فيتنام لدى بولندا. تقع السفارة في وارسو وهي تهدف لتعزيز المصالح الفيتنامية في بولندا.

## وصلات خارجية
- الموقع الرسمي
- قائمة سفارات فيتنام
- قائمة السفارات في بولندا